# Plataea trilinearia
Plataea trilinearia là một loài bướm đêm trong họ Geometridae.